# 科尔比尼伊万内
50°18′22″N 35°25′42″E / 50.30611°N 35.42833°E
科爾比尼伊萬内（烏克蘭語：Корбині Івани）是位於烏克蘭東部的村莊，由哈爾科夫州博霍杜希夫區的博霍杜希夫市鎮負責管轄。該村處於伊万内河畔，始建於1760年，面積1.69平方公里，海拔高度131米，2001年人口277。